# Билкун, Николай Васильевич
Николай Васильевич Билкун (21 декабря 1928, с. Приворотье, СССР — 17 июня 1995, Киев, Украина) — советский и украинский писатель. Член Союза писателей УССР с 1959 года. Писал на украинском и русском языках.

## Биография
Родился 21 декабря 1928 года в селе Приворотье Староушицкого района (ныне село Подольское Каменец — Подольского района) в семье учителя. При рождении ему дали имя Коммунар. Окончил в селе Приворотье начальную школу. Во время Великой Отечественной войны, до 1944 года, жил в селе Чердаклы в Заволжье (ныне поселок городского типа, центр Чердаклинського района Ульяновской области). Там учился в школе и одновременно работал на торфоразработках. Отец Василий Евтихиевич во время войны был замполитом 171-го истребительного авиационного полка. Погиб в 1943 году.
В 1944 году в возрасте пятнадцати лет Николай Билкун добровольцем ушел на фронт. С августа 1944 года — солдат-оружейник 420-го авиаполка 3-го Белорусского фронта. Далее учился в Киевском военном училище самоходной артиллерии. После тяжелого ранения потерял ногу. Еще в госпитале начал писать.
В 1950 году окончил Винницкую фельдшерскую школу. Работал участковым фельдшером в Подолье — в селе Ивановка Барского района Винницкой области. В 1951 году поступил в Винницкий медицинский институт, который окончил в 1957 году.
Начал печататься с 1952 года. Первая повесть «Валерий Коваленко» была опубликована в газете «Молодежь Украины» в 1955 году, вторая — «Одной весны» в журнале «Днепр» в 1957 году.
С 1957 года пробует себя как фельетонист, работает заместителем ответственного редактора журнала «Перець», заместителем главного редактора издательства «Советский писатель».
Первые книги — сборники юморесок «Старый друг» (в «Библиотеке» Переца"") и сборник очерков «Золотые руки» (обе — 1955).

## Произведения

### Отдельные издания
- Слушали — постановили: Юмористические рассказы. Пер. Е. Весенина. Б-ка «Крокодила». — М.: Правда, 1963.
- Созвездие голубого верблюда: Фантастические юморески — М .: Радуга, 1965.
- Декамерон Самуила Окса. — М .: Советский писатель, 1966.
- Питомцы Солнца: Повесть — М .: Радуга, 1968.
- Мышеловка-автомат: Юмористические рассказы и повесть «Декамерон Самуила Окса». Авторизованный перевод с украинского. Е. Весенина. М.: Советский писатель, 1970.
- Много, много, много золота: фантастика-приключенческая повесть-памфлет. — М .: Молодежь, 1975.
- Не та натура: Юмор и сатира — М .: Днепр, 1976.
- Бабкин борщ: Юмор и сатира. Пер. Е. Весенина. — М.: Советский писатель, 1978.
- Вася на консервации: юмористические рассказы. Пер. Е. Весенина, Я. Островского. М.: Правда, 1984.

### Публикации в периодике и сборниках
- Машина «Чего изволите?»: Рассказ // Знание и труд, 1961, № 5 — с.
- Спаниель мистера Дарлинга: Рассказы // Наука и общество, 1967, № 5 — с.
- Вечная молекула: Рассказы // Знание и труд, 1967, № 7 — с.
- Бензиновый витамин: Рассказы // Знание и труд, 1968, № 8 — с.
- Дактилоскопическая баллада: Рассказы // Знание и труд, 1971, № 8 — с.
- Серебристая рыбка для тестя: Рассказы // Знание и труд, 1978, № 9 — с.
- Самый прокатный пункт: Рассказы // Наука — Фантастика, 1991, № 10 — с.20-21